# Gornje Orešje
Gornje Orešje is een plaats in de gemeente Sveti Ivan Zelina in de Kroatische provincie Zagreb. De plaats telt 284 inwoners (2001).